# 章臣桓
章臣桓（1915年5月—1996年12月8日），江苏江阴人，中华人民共和国政治人物，曾任江苏省政协副主席，中国民主促进会中央委员会常务委员，第六届全国人大代表、第七届全国政协委员。

## 家庭
儿子是油画家章文熙、